# Belena

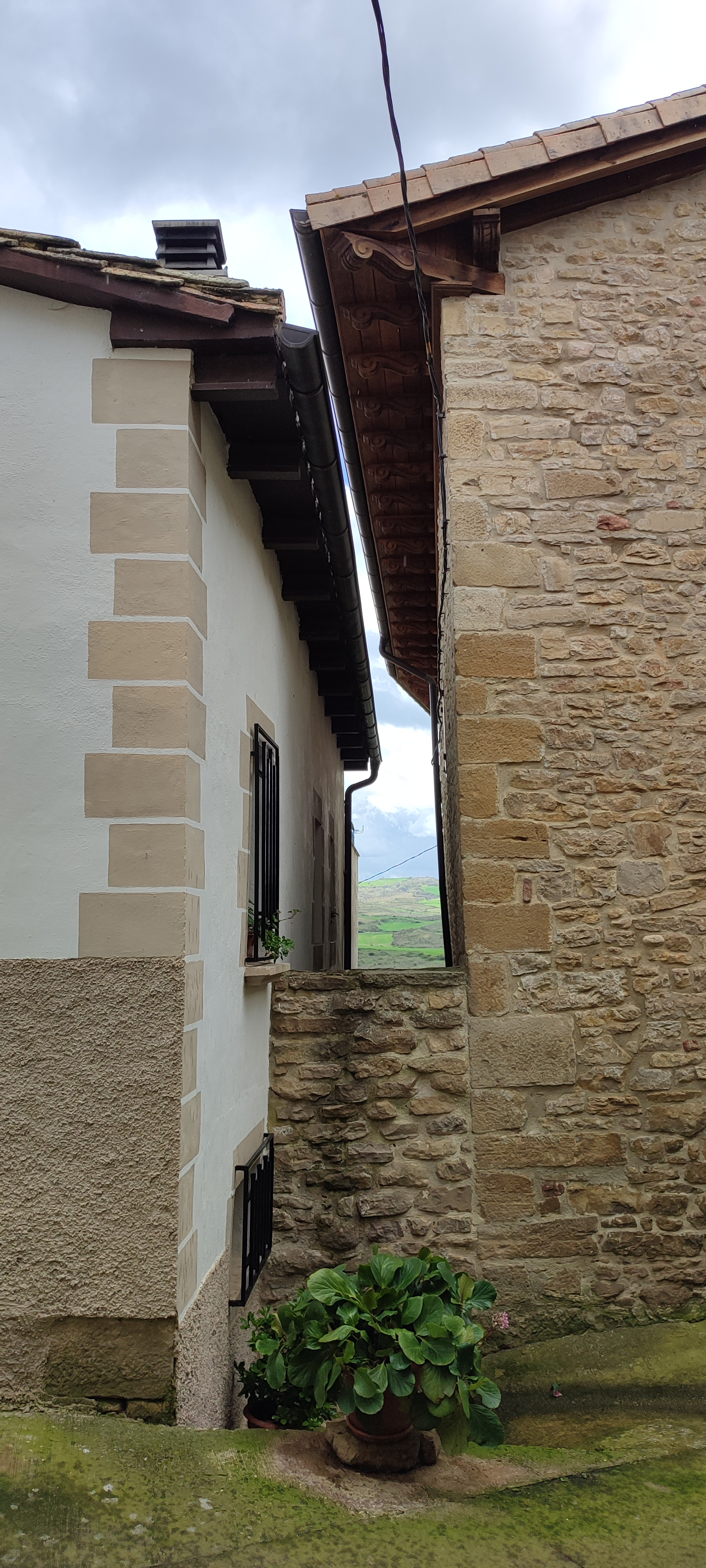
Belena cerrada al tránsito en Muez (Navarra media)

Una belena (llamada a veces echecarte en la zona vascófona de Navarra, síncopa del sintagma en euskera etxeko arte) es un espacio sin edificar situado entre casas a modo de calleja. En Pamplona, entre los s. xvi y xix, una belena podía formar el límite entre dos barrios; las casas hoy con numeración impar, de un lado de la belena, pertenecían a un burgo, mientras que las de numeración par, en la otra cota de la belena, pertenecían a otro barrio.
En el reciente derecho civil en Navarra, las belenas suelen no ser transitables. La ley 376 del Fuero Nuevo de Navarra se refiere a ellas al tratar de las pertenencias comunes:

Se presumen comunes a las edificaciones los vanos entre las fincas urbanas conocidos con el nombre de “belenas” o “etxekoartes”, que se regirán por lo dispuesto en esta ley y en el párrafo segundo de la ley 404.
2.º párrafo de la Ley 376 del Fuero Nuevo de Navarra.

## Etimología
El término español belena procede por metátesis de venela, y este del latín medieval venella ‘callejón’, que a su vez es un diminutivo de vena (‘venita’). El término venela se utiliza también fuera de Navarra, por ejemplo en La Coruña, donde históricamente se denominaron así determinadas callejas.
Carlos IV de Francia (rey de Navarra conocido como el Calvo entre los navarros) en legislación firmada en París en 1324 concede beneficios fiscales en Pamplona a ciertos predios ubicados allende una venelam (latín: benela) que hoy día no es otra sino que la calle de San Francisco Javier. Dos siglos más tarde, las ordenanzas municipales de Hernani de 1542 llaman «vanela» a un callejón que en el s. xx acabaría por ser calle hecha y derecha, paralela a las calles Mayor y de Uramea, y enlazando las plazas Mayor y de los Fueros.
Echecarte y etxekoarte son una adaptación (gráfica, pero no fonética) del euskera etxek(o) arte ‘espacio entre casas, callejón’, formado por el genitivo locativo de etxe ‘casa’ y arte ‘intervalo, lo que está en medio’. Se usa a veces en la zona vascófona del norte de Navarra por efecto de la lengua de sustrato.
En la montaña son abundantes los términos utilizados para referirse a estos callejones: carretil, recarte, melena, gallizo (en aragonés, cognado de callizo).

## Características y tipología
En muchos pueblos de la Navarra norte y media las casas dejan entre unas y otras un espacio libre. Esa disposición evita los problemas que produce la existencia de un muro medianero, proporciona un lugar para el desagüe de las cubiertas y, en las construcciones de madera, protege de la propagación del fuego en caso de incendio. Estos vanos entre casas se mantienen también en algunas poblaciones mayores, en las que son más habituales la casas con paredes medianeras.
Unos vanos similares se encuentran en los núcleos de origen medieval. En estos casos esos espacios sin edificar unen entre sí calles sensiblemente paralelas, que interrumpen la parcelación gótica. En Navarra reciben el nombre de belenas y en algunos casos, sobre todo en la poblaciones mayores, se han ensanchado más tarde, convirtiéndose en calles normales. Es el caso, por ejemplo, de las belenas del burgo de San Cernin, ampliadas en el siglo XIX para dar lugar a la calle Hilarión de Eslava. Aunque en el final de esa belena, entre la calle Descalzos y el Paseo de Ronda, se mantuvo como una calleja estrecha, cuya entrada se cerró cuando se puso una fuente en su entrada por la calle Descalzos. A estas belenas del casco histórico de Pamplona se refiere José Moret:

Venelas llamaban en lo antiguo en Pamplona, y ahora velenas, unas calles estrechas que cortan las calles anchas y largas para comodidad del tránsito de unas a otras y para evitar el rodeo.
José Moret, Anales, lib. XX, cap. VI, III

Ese mismo nombre se da en Pamplona a un par de callejas que por su trazado (son callejones sin salida) no responde a la finalidad que indica Moret, sino más bien a facilitar el desagüe de las cubiertas y aún de las aguas residuales, como pone de manifiesto el conflicto que se produjo en la belena llamada ahora de Pintamonas.
Entre las belenas o echecartes pueden, por tanto, distinguirse dos tipos: las que tienen como finalidad mantener la separación de las casas y resolver el desagüe de las aguas, y las que buscan facilitar el tránsito entre otras calles importantes. Sin embargo, no es posible asignar a las primeras el término de echecarte, y las segundas el de belena, pues en la montaña navarra se atestigua el término belena para referirse a estos vanos; y también en Pamplona la belena de Pintamonas tiene como finalidad resolver el desagüe de las casas que le rodean.

## Propiedad pública o privada
Las ordenanzas municipales de Hernani de 1542 hacen asunto público una belena, al asignar a ciertos regidores que la hagan limpiar trimestralmente.
El Ayuntamiento de Tudela en 1901 designa una belena como semi-privada, al dictaminar que los vecinos pueden edificarle puerta y compartir su llave.
El Fuero Nuevo de Navarra, en la Ley 376 usa ambos términos (belena y etxekoarte) como sinónimos para referirse a los vanos que son propiedad común de los propietarios de las casas que los limitan lateralmente. No obstante, como precisa el texto legal, el carácter de propiedad común es una presunción, y por tanto nada impide que existan belenas o echecartes de uso y dominio público. De hecho en Pamplona se localizan dos belenas de uso público, aunque por motivos de seguridad el Ayuntamiento las cierre por la noche.
Por lo que respecta a las belenas que son propiedad común, la Ley 404 del Fuero Nuevo las regula así:

En las “belenas” o “etxekoartes” comunes a varios propietarios, cualquiera de estos podrá abrir en pared propia huecos sin saledizos, con la limitación de no causar molestia a los demás propietarios.
Párrafo 2.º de la Ley 404 del Fuero Nuevo de Navarra

De este modo la apertura de huecos no queda limitada por el tamaño máximo de 80 cm que establece con carácter general el primer párrafo de esa misma ley.

## Galería de imágenes

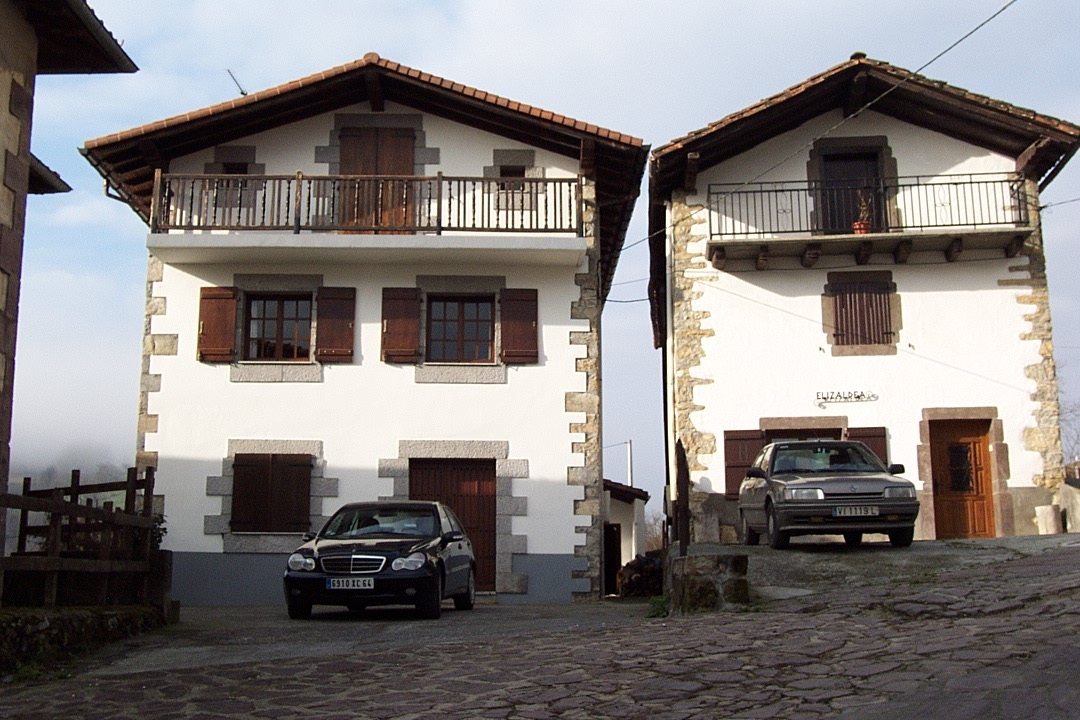
Echecarte en Oitz (Navarra)
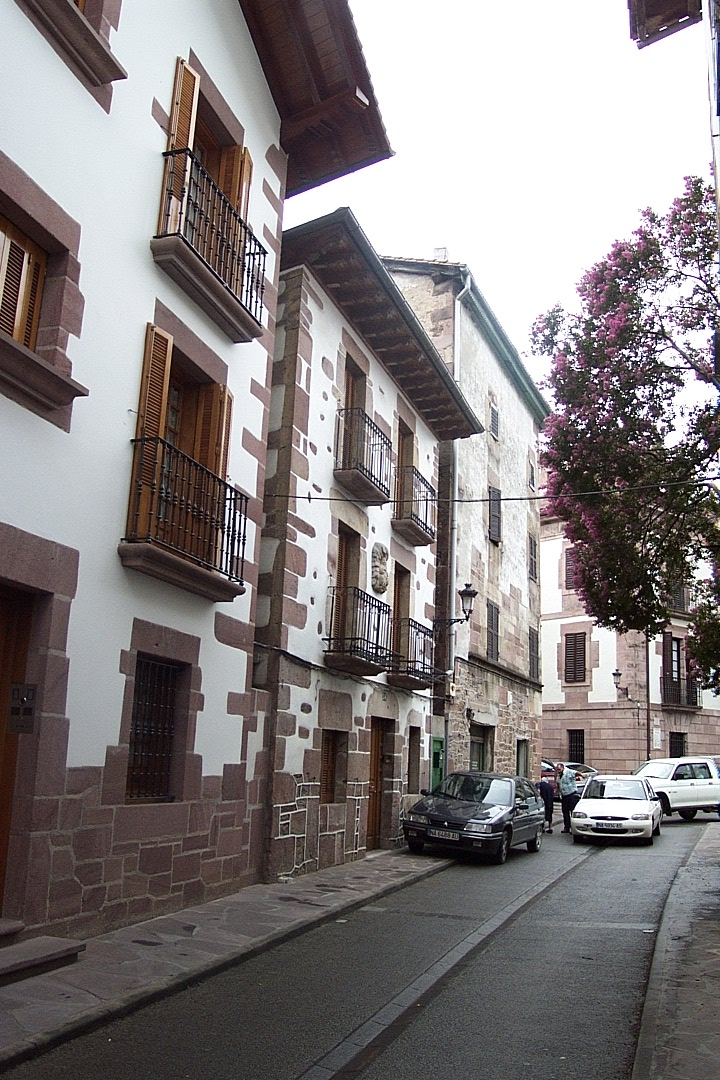
Echecartes en el casco histórico de Santesteban
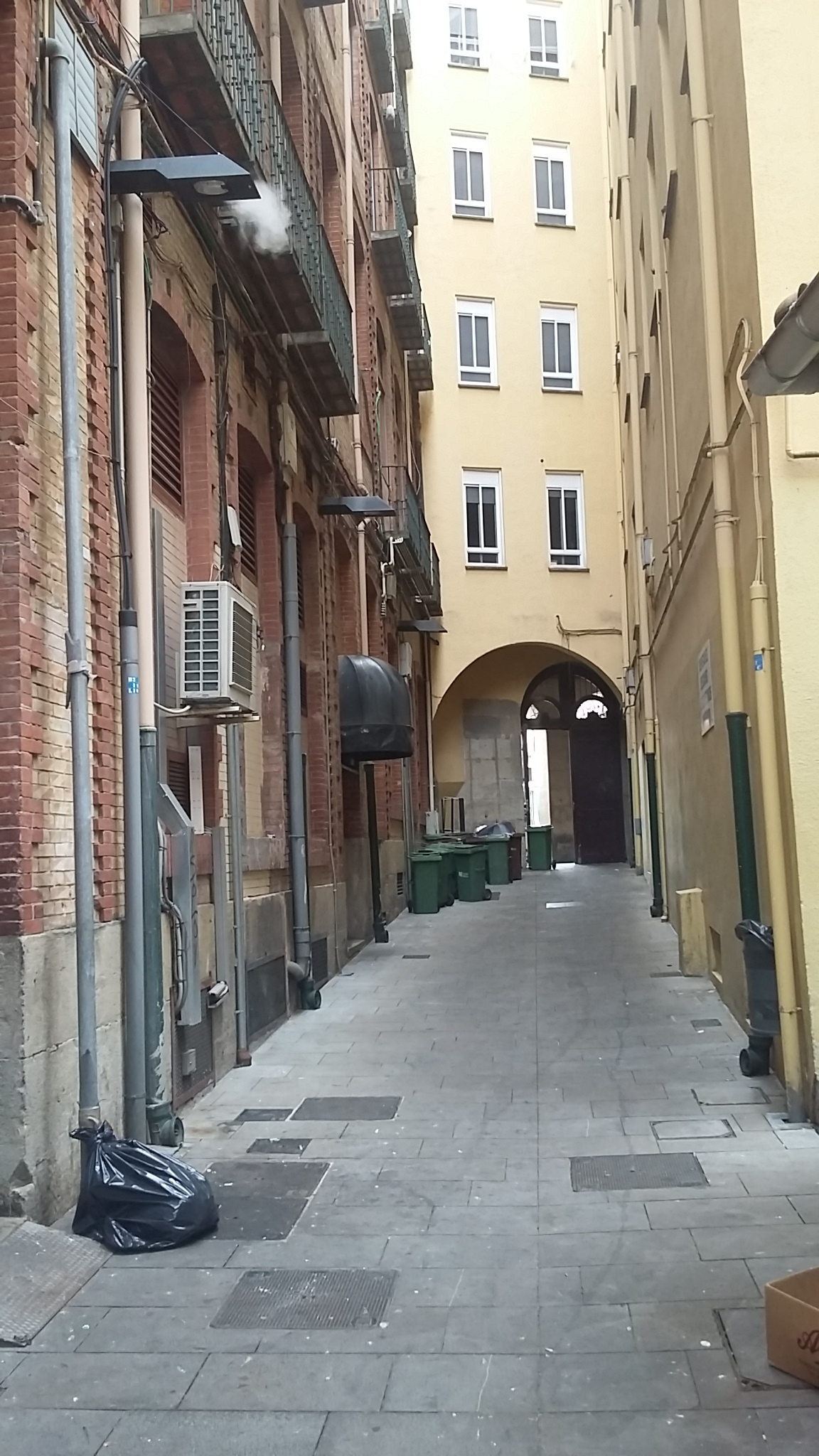
Belena de Pintamonas, junto a la plaza del Castillo de Pamplona
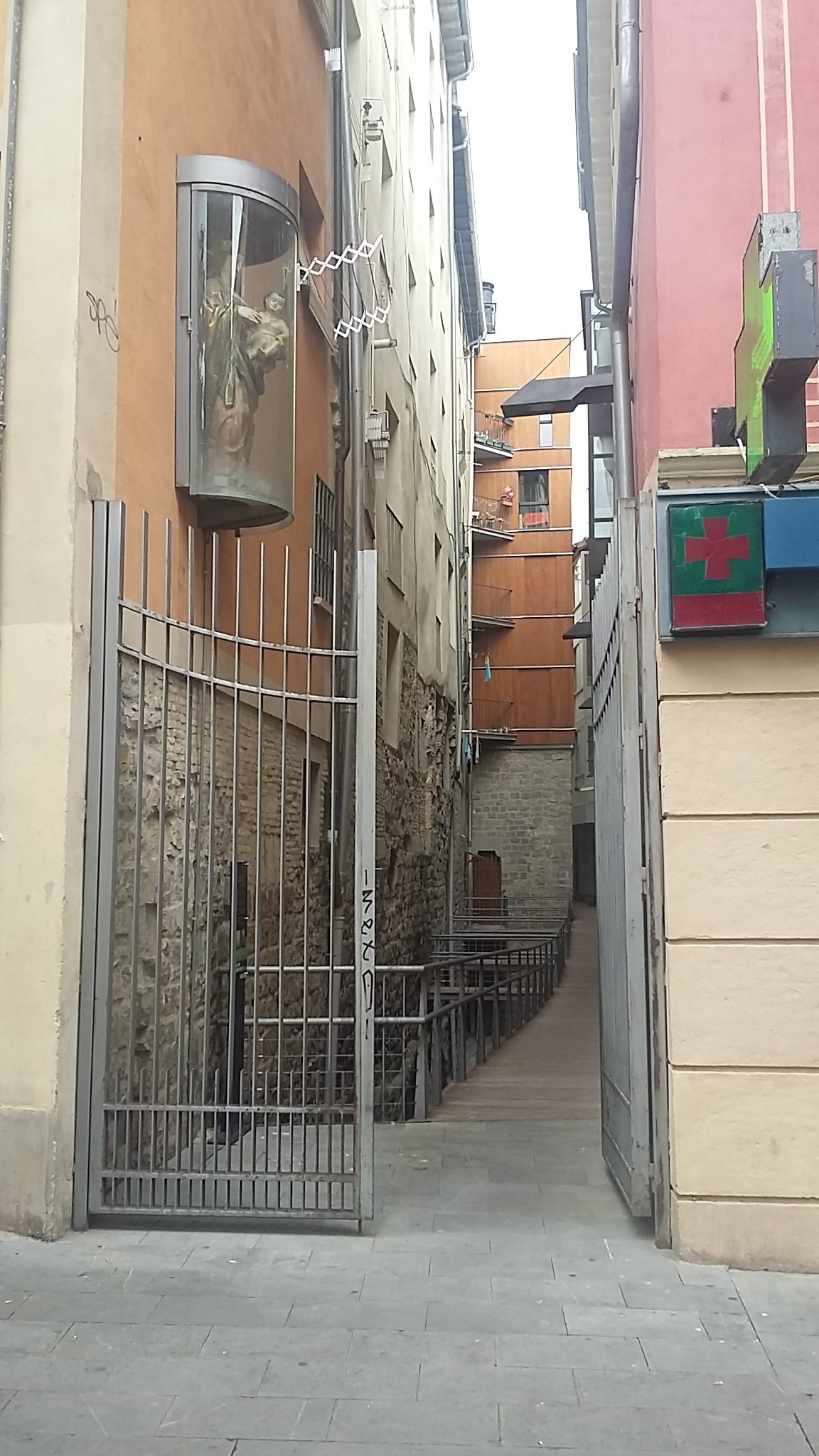
Entrada a la belena de Portalapea en el Casco Histórico de Pamplona